# Claudio DaMatta
Claudio da Matta Freire, mais conhecido como Claudio DaMatta ou simplesmente DaMatta (Rio de Janeiro, 4 de março de 1957), é um cantor, compositor e ex-atleta Olímpico brasileiro.
Entre 1975 e 1985, destacou-se como atleta olímpico de salto em altura, tendo participado das Olimpíadas de Moscou (Rússia) e do Campeonato Universitário do Canadá, entre outros. Nessa época, mantinha um relacionamento periférico com a música, apresentando-se em bares cariocas com um repertório de MPB e pop internacional.

## Biografia
De atleta Olímpico a compositor de sucesso, DaMatta é uma verdadeira história de sucesso no Brasil e um cantor de altíssimo calibre. Nas casas de show do Rio de Janeiro e nos maiores festivais do Brasil, ele é admirado e respeitado por sua linda voz e suas interpretações emocionantes nos palcos.
Ele começou sua carreira cantando MPB, a música que banha o Rio de Janeiro, com ricas letras e suaves melodias. Por muitos anos, Claudio se destacou nos festivais do circuito nacional combinando MPB e pop romântico. No ano de 1989 conheceu Alvaro Socci, num Festival de música promovido pela ACM (Associação Cristã de Moços), que imediatamente se tornou seu parceiro mais frequente, dividindo palcos em dezenas de festivais. Juntos, ganharam mais de 100 prêmios pelo Brasil afora.
Criativo, direcionou sua carreira para a composição resultando em inúmeros sucessos com grandes artistas, incluindo Xuxa, Zezé Di Camargo & Luciano e Sandy & Junior, vendendo mais de 25 milhões de cópias com músicas de sua autoria.
Em 2003 a dupla gravou pela Sony Music do Brasil o CD Alvinho e DaMatta com seu parceiro Alvaro Socci, uma seleção de pop romântico autoral, produzido por Nando e Fegalli e acompanhado pelo grupo Roupa Nova.
Em 2010, Claudio lançou um projeto de músicas em Inglês, junto com o letrista Russ Peake, produzindo uma seleção de músicas pop para o mercado internacional.
Atualmente, assina a trilha sonora do premiado espetáculo infantil "O Rei do Lixo" com canções emocionantes sobre preservação do meio ambiente.

## Obras
- As quatro estações (c/ Álvaro Socci e Sandy)
- Era uma vez (c/ Álvaro Socci)
- Pipoca (c/ Álvaro Socci)
- Salada mixta (c/ Álvaro Socci)
- Libera geral (c/ Álvaro Socci)
- Muito prazer, eu existo (c/ Álvaro Socci)
- Onde foi que eu errei (c/ Álvaro Socci)
- Pior é te perder (c/ Álvaro Socci)
- O que é que eu faço (c/ Álvaro Socci)
- A Carta (c/ Álvaro Socci)